# 917 Lyka
917 Lyka este un asteroid din centura principală, descoperit pe 5 septembrie 1915, de Grigori Neuimin.